# Epipactis papillosa
Espèce
Epipactis papillosa est une espèce d'Orchidées du genre Epipactis originaire d'Asie.